# Saint-Aubin-des-Coudrais
Saint-Aubin-des-Coudrais är en kommun i departementet Sarthe i regionen Pays de la Loire i nordvästra Frankrike. Kommunen ligger i kantonen La Ferté-Bernard som tillhör arrondissementet Mamers. År 2022 hade Saint-Aubin-des-Coudrais 916 invånare.

## Befolkningsutveckling
Antalet invånare i kommunen Saint-Aubin-des-Coudrais
| Referens: INSEE |